# Geßliche

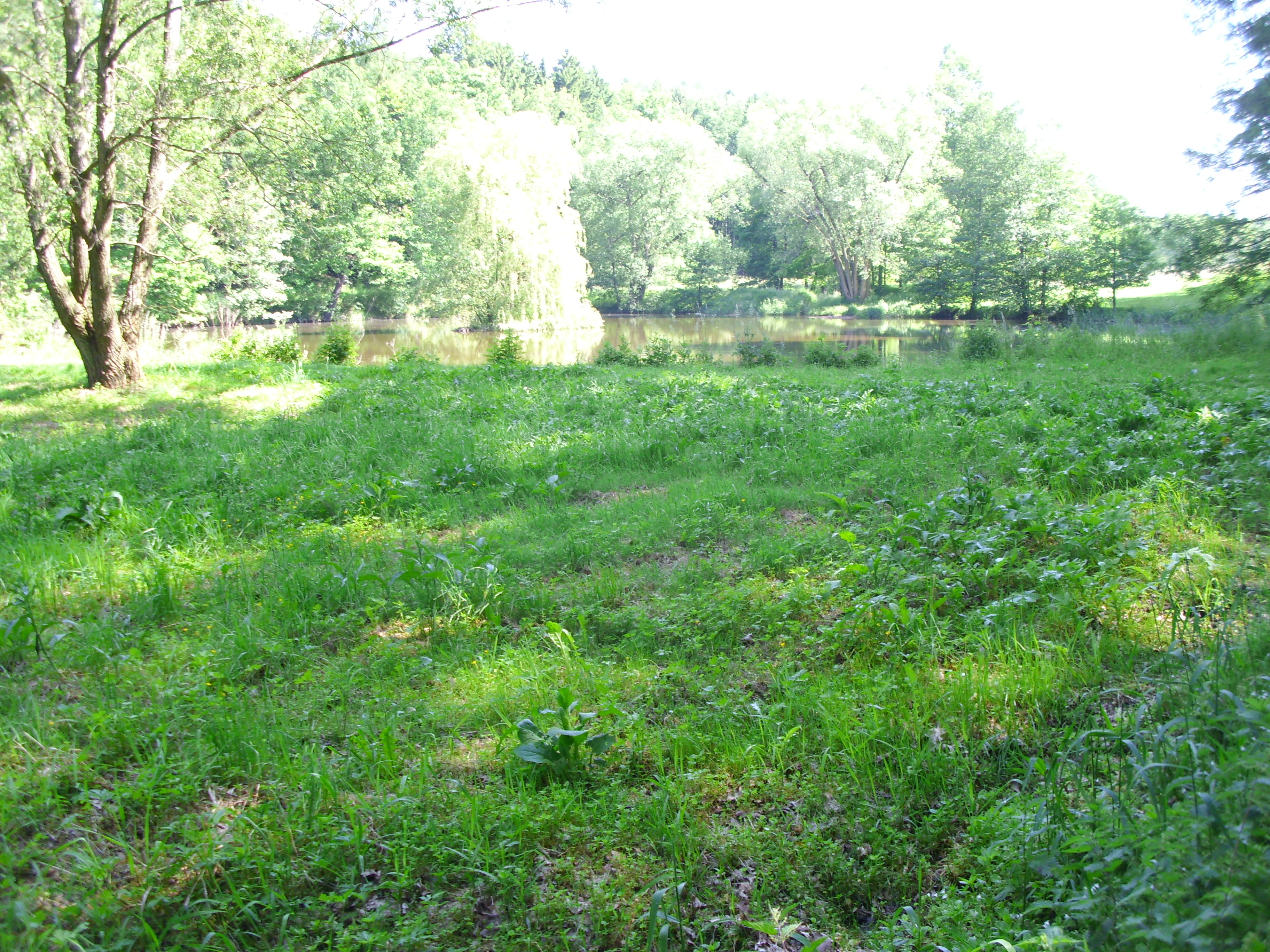
Schwarzer Teich in der Geßliche

Die Geßliche ist ein Seitental des Oelsabachtals bei Rabenau im Landkreis Sächsische Schweiz-Osterzgebirge.

## Lage
Als Geßliche wird das Seitental bezeichnet, das unterhalb des Marktsteigs bei den Poisenhäusern in der Gemarkung von Obernaundorf und Wilmsdorf beginnt und in das Oelsabachtal bei Oelsa übergeht. Es wird von einem als landwirtschaftlich ausgewiesenen Plattenweg durchquert. Zum größten Teil ist es ein Wiesental.

## Geschichte
Die Großölsaer Straße ist im 19. Jahrhundert angelegt worden, durchquert den Grund und dient heute ausschließlich als Land- und Forstweg. Im oberen Abschnitt wurden um 1912 Brunnen angelegt, aus denen die einst aufgestellten Wasserturbinen ihr Wasser pumpten. Nach Ende des Zweiten Weltkriegs 1945 wurde auf den Geßliche-Wiesen durch die Rote Armee nach Uran gebohrt; die Proben waren zu gering, um es zu fördern. Ein Bohrer blieb in der Erde bis heute stecken, da er beim Herausziehen abgebrochen war.
Der Schwarze Teich am untersten Ende ist Anfang des 20. Jahrhunderts angelegt und nach dem Hochwasser 2002 erneuert worden. Der an diesem vorbeiführende Waldweg trägt den Namen Lindenwehrweg. Ein weiterer größerer Teich am Plattenweg wird durch einen kleinen Nebenbach gespeist.

## Geßlichbach
Der gleichnamige Bach des Grundes durchläuft diesen in der gesamten Länge durch die Gemarkung von Wilmsdorf, Obernaundorf, Rabenau und dem Forstrevier Karsdorf (Rabenauer Forst). Von der Kleinen Straße bei Oelsa fließen zwei kleine Bäche diesem zu. Entlang des Bachlaufs stehen Kopfweiden und Schwarz-Erlen. Der Geßlichbach mündet in den Oelsabach.

## Flächennaturdenkmal
Oberhalb des Schwarzen Teichs grenzt das Flächennaturdenkmal Nasswiese an, es steht unter Naturschutz.